# Arciprestazgo de Alcorcón
El Arciprestazgo de Alcorcón, es un arciprestazgo español que está bajo la jurisdicción del Obispado de Getafe y está compuesto por las siguientes parroquias:
| Parroquias                                      |
| ----------------------------------------------- |
| Iglesia Inmaculada Concepción de Nuestra Señora |
| Iglesia de Nuestra Señora de la Saleta          |
| Iglesia de San Josemaría Escrivá                |
| Iglesia de San Juan de Mata                     |
| Iglesia de San Pedro Bautista                   |
| Iglesia de San Saturnino                        |
| Iglesia Sagrado Corazón                         |
| Iglesia de Santa María la Blanca                |
| Iglesia de Santa Sofía                          |
| Iglesia de Santo Domingo de la Calzada          |
| Iglesia Virgen del Alba                         |